# Кузяков Артем Володимирович
Арте́м Володи́мирович Кузяков (24 липня 1980 — 20 серпня 2014) — солдат резерву, Міністерство внутрішніх справ України, учасник російсько-української війни.

## Життєпис
Народився 1980 року та виріс в Сумах; 1996 року закінчив 9 класів сумської ЗОШ, 1998-го — ПТУ № 2 ім. Героя Радянського Союзу О. О. Ройченка. Розлучений.
З весни 2014-го — доброволець, розвідник-санітар, 2-й батальйон спеціального призначення НГУ «Донбас». Під час визволення Лисичанська він зазнав поранення, але не залишив підрозділу. Вдруге його поранило в Іловайську, коли витягав з-під вогню поранених.
Загинув 20 серпня 2014 року в часі бою за звільнення Іловайська. Російські терористи захопили автобус з пораненими бійцями батальйону. Двоє поранених загинуло — Артем Кузяков і Анатолій Ніколенко — підірвав себе гранатою, інших вдалося відбити. Мікроавтобус «Тойота», на якому з Іловайська вивозили поранених (за свідченням офіцера з позивним «Дантист», у машині перебували 8 бійців батальйону «Донбас» та військовослужбовець ЗСУ) в районі села Грабське (Амвросіївський район) потрапив у засідку, влаштовану двома взводами регулярних військ ЗС РФ. Ніколенко дістав тяжке поранення та підірвав ручною гранатою себе й кількох росіян, які намагалися захопити його у полон.
Вдома лишилися мама і донька 2001 р. н. Похований в Сумах 23 серпня 2014-го.

## Нагороди та вшанування
За особисту мужність і героїзм, виявлені у захисті державного суверенітету та територіальної цілісності України, вірність військовій присязі під час російсько-української війни нагороджений
- орденом «За мужність» III ступеня (27.11.2014, посмертно).
- 6 травня 2016-го у ДПТНЗ «Сумський центр професійно-технічної освіти» відкрито меморіальну дошку Артему Кузякову.
- Вшановується 20 серпня на щоденному ранковому церемоніалі вшанування українських захисників, які загинули цього дня у різні роки внаслідок російської збройної агресії[1]
- Його портрет розміщений на меморіалі «Стіна пам'яті полеглих за Україну» у Києві: секція 3, ряд 3, місце 10.
- «Іловайський Хрест» (посмертно)